# Scapteromys hershkovitzi
Scapteromys hershkovitzi es una especie extinguida de roedor de la familia Cricetidae, y del género Scapteromys, cuyos integrantes son denominados comúnmente ratas acuáticas. Habitó el Cenozoico superior del centro-este del Cono Sur de Sudamérica. 

## Taxonomía
Esta especie fue descrita originalmente en el año 1994 por el zoólogo argentino Osvaldo A. Reig.
Etimología
El término específico es un epónimo que refiere al apellido de la persona a quien fue dedicada, el mastozoólogo estadounidense Philip Hershkovitz, en agradecimiento por sus estudios sobre mamíferos sudamericanos.
Holotipo
El holotipo designado (y el único sobre el cual descansa el concepto S. hershkovitzi) es el catalogado como: MMP 853-M. Es un fragmento de cráneo de un ejemplar adulto joven, el cual perdió la mayor parte de la caja del cerebro, los arcos cigomáticos y la punta anterior de las nasales y del premaxilar.
Se suma el ejemplar MMP M 1079, de la Formación Vorohué, el cual tentativamente se asignó a S. hershkovitzi, si bien muestra algunas diferencias morfológicas en la mandíbula.
Localidad tipo
La localidad tipo referida es: “Formación San Andrés, cerca de la punta homónima, acantilados marítimos del partido de General Pueyrredón, sudeste de la provincia de Buenos Aires, Argentina”.
Edad atribuida
La edad postulada para el estrato portador es Plioceno superior, subedades Sanandresense y Vorohuensense de la edad Uquiense (hoy Marplatense), subpiso Sanandresense, Zona de Paractenomys chapadmalalensis, con una antigüedad aproximada de 2,6 Ma, en el Plioceno más tardío, justo antes del límite con el Pleistoceno temprano o inferior. 
La diversidad faunística de paleovertebrados de la unidad que integra muestra fuertes evidencias de aridización.
Es un lapso sumamente relevante porque incluye las primeras apariciones de varias familias de origen Holártico, demostrando que ya se había iniciado el evento denominado: “Gran Intercambio Biótico Americano”.
Caracterización y relaciones filogenéticas
Este taxón se relaciona con otra especie del género Scapteromys —aún viviente—: Scapteromys tumidus, la que vive en la zona.